# José Antonio Birt
José Antonio Birt ( ¿?-Valparaíso, 29 de agosto de 1773) fue un militar y cartógrafo español al servicio del Real Cuerpo de Ingenieros de España que realizó varias obras de construcciones militares y civiles en la época colonial de Hispanoamérica.

## Biografía
Fue comisionado por el gobernador Antonio de Guill y Gonzaga en el entonces Reyno de Chile bajo dominio español para realizar obras militares.
Falleció en Valparaíso cuando era trasladado desde Valdivia donde había sufrido un accidente de equitación. Pertenecían al cuerpo Real de ingenieros los militares Juan Garland, con quien trabajo en muchas obras en el sur de Chile, y el ayudante de ingenieros, Ambrosio O'Higgins.

## Obras
- Cartografía de la salida del Río Valdivia (1764).[3]
- Ampliaciones de los fuertes Niebla y Valdivia (1768).[4]
- Planos y mejoras del fuerte de Corral (1768).
- Puente de Cal y Canto (1767).[5]
- Plano de las fortificaciones de Valparaíso (1772).[6]
- Planos de mejoras del Castillo de La Concepción en Valparaíso (1764).[7]
- Planos para refugios invernales en la precordillera de Santiago (1765).